# Небодзири
Небодзири (груз. ნებოძირი) — село в Грузии, на территории Харагаульского муниципалитета края (мхаре) Имеретия.

## География
Село находится в западной части Грузии, на правом берегу реки Чхеримелы, на расстоянии 19 километров к юго-востоку от посёлка городского типа Харагаули, административного центра муниципалитета. Абсолютная высота — 657 метров над уровнем моря.

## Население
По результатам официальной переписи населения 2014 года, в Небодзири проживало 324 человека (158 мужчин и 166 женщин). В национальной структуре населения грузины составляли 99,7 %, русские — 0,3 %.
| Год  | Население, человек |
| ---- | ------------------ |
| 2002 | 537                |
| 2014 | ↘ 324              |